# Rottleria javanica
Rottleria javanica là một loài rêu trong họ Pottiaceae. Loài này được (Nees & Blume) Brid. mô tả khoa học đầu tiên năm 1826.